# Carol Windley
Carol Windley (ur. 18 czerwca 1947 w Tofino na wyspie Vancouver) – kanadyjska pisarka.
Ukończyła studia na Malaspina College, gdzie później wykładała kreatywne pisanie. Otrzymała nagrody: Bumbershoot Award (za Visible Light) i Western Magazine Award, a także nominacje do nagród: Governor General's Award, Ethel Wilson Fiction Prize oraz Scotiabank Giller Prize.
Mieszka w Nanaimo.

## Dzieła
- Visible Light (1993)
- Breathing Underwater (1998)
- Home Schooling (2006)